# Famille de Lur-Saluces
La famille de Lur-Saluces olim de Lur est une famille subsistante de la noblesse française.
Cette famille compte parmi ses membres des officiers, des gentilshommes de la maison du roi, des hommes politiques, etc.

## Histoire
La famille de Lur-Saluces est une famille de noblesse d'ancienne extraction sur preuves de 1472, originaire de Guyenne. 
Henri Jougla de Morenas fait remonter la filiation aux siècles antérieurs mais sans certitudes.
En 1586, Jean de Lur épouse Catherine Charlotte de Saluces, fille d'Auguste de Saluces, lui-même fils naturel de Jean-Ludovic de Saluces, de là le patronyme de Lur-Saluces.
Elle est admise aux honneurs de la Cour en 1760.
La famille est admise à l'Association d'entraide de la noblesse française (ANF), en 1937.

## Personnalités
- Louis-Alexandre-Eugène de Lur-Saluces (1774-1842), colonel, député de la Gironde, chevalier de Saint-Louis
- Ferdinand-Eugène de Lur-Saluces (1780-1867), officier, député de la Gironde (1815-1816 et 1824-1830), chevalier de la Légion d'honneur
- Henri de Lur-Saluces (1808-1891), maire, conseiller général, député de la Gironde (1876-1879 et 1879-1891)
- Bertrand-Romain de Lur-Saluces (1810-1867), pair de France (1827-1830)
- Amédée-Eugène-Louis de Lur-Saluces (1839-1894), commandant, conseiller général (1870-1871), député de la Gironde (1871-1876 et 1889-1893)
- Eugène de Lur-Saluces (1852-1922), chef d'escadron, journaliste, chevalier de la Légion d'honneur
- Bertrand Charles Marie Joseph, Marquis de Lur Saluces (1888-1968), grand propriétaire, sylviculteur, maître des forges d'Uza, dans les Landes, militaire, chef d'entreprise. Officier de la légion d'honneur et Croix de guerre 1914-1918 et 1939-1945.[réf. nécessaire]
- Alexandre de Lur Saluces (1934-2023), viticulteur, maire de Sauternes (1971-1989).

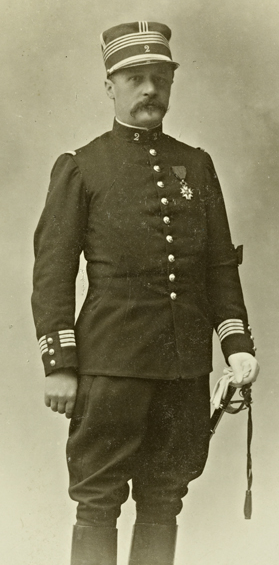
Eugène de Lur-Saluces (1852-1922)
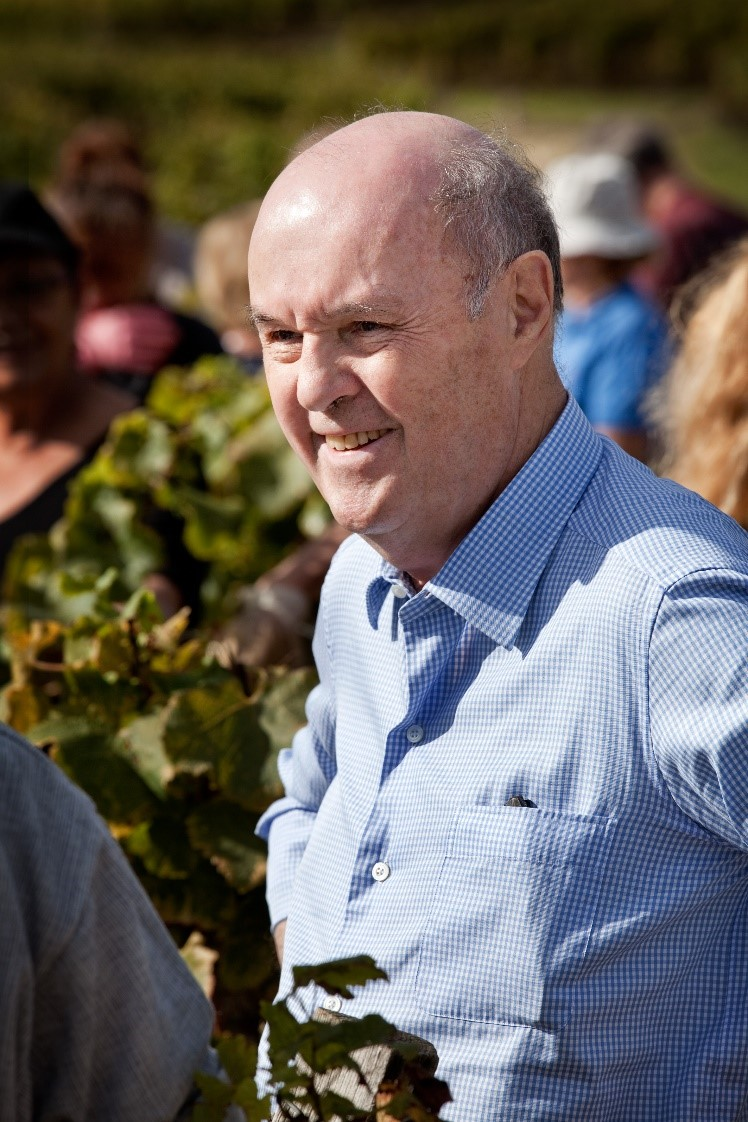
Alexandre de Lur Saluces (1934)

## Alliances
Les principales alliances de la famille de Lur-Saluces sont : de Saluces (1586), de Piis (1668), de Rostaing (1750), de Sauvage d’Yquem (1785), de Chastellux (1835), de Brivazac (1860), de Clermont-Tonnerre (1870), de Mac Mahon (1882), de Chabannes La Palice (1919), de Nattes (1971).

## Armes
Blason : Écartelé : aux 1 et 4 de gueules à trois croissants d'argent, au chef d'or (Lur) ; aux 2 et 4 d'argent au chef d'azur (Saluces).